# Salpingotus heptneri
Salpingotus heptneri är en gnagare som beskrevs av Vorontsov och Smirnov 1969. Salpingotus heptneri ingår i släktet Salpingotus och familjen hoppmöss. IUCN kategoriserar arten globalt som otillräckligt studerad. Inga underarter finns listade i Catalogue of Life.
Arten blir 4,0 till 5,8 cm lång (huvud och bål), har en 8,5 till 10,1 cm lång svans och väger 7 till 13 g. Bakfötterna är 2,0 till 2,2 cm långa och öronen är 0,9 till 1,1 cm stora. Liksom andra släktmedlemmar har Salpingotus heptneri en tofs vid svansens spets som hos hannar är två gånger längre än hos honor. Annars har könen samma utseende (förutom yttre könsdelar). Arten har sandfärgad päls men inslag av grått på ovansidan samt på huvudet. Övergången mot den vita undersidan är stegvis. Salpingotus heptneri har en tjock svans nära bålen och en smal svans vid spetsen. De korta öronen liknar en tratt i formen.
Denna hoppmus förekommer i två från varandra skilda områden i Kazakstan respektive Uzbekistan. Habitatet utgörs av öknar.
Individerna är aktiva mellan skymningen och gryningen. De gräver underjordiska bon. Salpingotus heptneri äter insekter, spindeldjur samt frön och andra växtdelar. Honor kan ha två kullar per år med 2 till 4 ungar per kull. Denna dvärgspringråtta håller från september till mars vinterdvala. Exemplar i fångenskap var aggressiva mot varandra.